# Mount Lorius
Mount Lorius ist ein 1690 m hoher Berg im ostantarktischen Viktorialand. In den Monument-Nunatakkern ragt er 4 km nördlich des Mount Allison auf.
Kartiert wurde er zwischen 1959 und 1956 von einer Mannschaft des United States Antarctic Research Program zur Erkundung des Viktorialands. Das Advisory Committee on Antarctic Names benannte ihn 1964 nach dem französischen Glaziologen Claude Lorius (1932–2023), einem Mitglied dieser Mannschaft.